# Negocierea colectivă
Negocierea colectivă este un proces de negociere între angajatori și un grup de angajați care vizează acorduri de reglementare a salariilor de muncă, a condițiilor de muncă, a beneficiilor și a altor aspecte privind compensațiile și drepturile lucrătorilor pentru lucrători. Interesele angajaților sunt prezentate în mod obișnuit de reprezentanții unui sindicat din care fac parte angajații. Contractele colective la care au ajuns aceste negocieri stabilesc, de regulă, salariile, orele de lucru, instruirea, sănătatea și siguranța, orele suplimentare, mecanismele de sesizare și drepturile de participare la afacerile la locul de muncă sau la companie.
Uniunea poate negocia cu un singur angajator (care reprezintă de obicei acționarii unei companii) sau poate negocia cu un grup de întreprinderi, în funcție de țară, pentru a ajunge la un acord la nivelul întregii industrii. Un contract colectiv funcționează ca un contract de muncă între un angajator și unul sau mai multe sindicate. Negocierea colectivă constă în procesul de negociere între reprezentanții unei uniuni și angajatori (în general reprezentată de conducere sau, în unele țări precum Austria, Suedia și Olanda, de către o organizație patronală) în ceea ce privește condițiile de angajare. a salariaților, cum ar fi salariile, orele de muncă, condițiile de muncă, procedurile de soluționare a plângerilor și despre drepturile și responsabilitățile sindicatelor. Părțile se referă adesea la rezultatul negocierii ca un contract de negociere colectivă (CBA) sau ca un contract colectiv de muncă (CEA).

## Legături externe
- Labor & Worklife Program at Harvard Law school
- Collective Bargaining Subject Guide at the ILR School, Cornell University
- Collective Bargaining, Labor Law, and Labor History at DigitalCommons@ILR
- Collective Bargaining Agreements at DigitalCommons@ILR
- GVSU links to actual arbitration awards and collective bargaining resources Arhivat în 12 octombrie 2008, la Wayback Machine.